# Philippe Sandler
Philippe Sandler (sinh ngày 10 tháng 2 năm 1997) là một cầu thủ bóng đá chuyên nghiệp người Hà Lan hiện đang thi đấu cho câu lạc bộ Manchester City ở vị trí trung vệ.

## Sự nghiệp câu lạc bộ
Sinh ra ở Amsterdam, Sandler bắt đầu sự nghiệp thi đấu của mình tại câu lạc bộ PEC Zwolle trong mùa giải 2016–17. Trước đó anh đã chơi cho đội trẻ Ajax.

## Sự nghiệp quốc tế
Sandler từng thi đấu cho đội tuyển U–20 Hà Lan. Anh đủ điều kiện để thi đấu cho các đội tuyển quốc gia Hà Lan, Nam Phi và Mỹ vì sinh ra ở Amsterdam với cha là người Nam Phi và mẹ là người Mỹ.

## Thống kê sự nghiệp
Tính đến 24 tháng 1 năm 2019
| Câu lạc bộ      | Mùa       | Giải đấu       | liên đoàn | liên đoàn | Cúp quốc gia | Cúp quốc gia | Cúp Liên đoàn | Cúp Liên đoàn | Khác    | Khác      | Tổng cộng | Tổng cộng |
| Câu lạc bộ      | Mùa       | Giải đấu       | Số trận   | Bàn thắng | Số trận      | Bàn thắng    | Số trận       | Bàn thắng     | Số trận | Bàn thắng | Số trận   | Bàn thắng |
| --------------- | --------- | -------------- | --------- | --------- | ------------ | ------------ | ------------- | ------------- | ------- | --------- | --------- | --------- |
| PEC Zwolle      | 2016–17   | Eredivisie     | 7         | 0         | 0            | 0            | -             | -             | 0       | 0         | 7         | 0         |
| PEC Zwolle      | 2017–18   | Eredivisie     | 23        | 0         | 3            | 1            | -             | -             | 0       | 0         | 26        | 1         |
| PEC Zwolle      | Toàn bộ   | Toàn bộ        | 30        | 0         | 3            | 1            | 0             | 0             | 0       | 0         | 33        | 1         |
| Manchester City | 2018–19   | Premier League | 0         | 0         | 1            | 0            | 1             | 0             | 0       | 0         | 2         | 0         |
| Tổng cộng       | Tổng cộng | Tổng cộng      | 30        | 0         | 4            | 1            | 1             | 0             | 0       | 0         | 35        | 1         |